# Wolfgang Vielsack

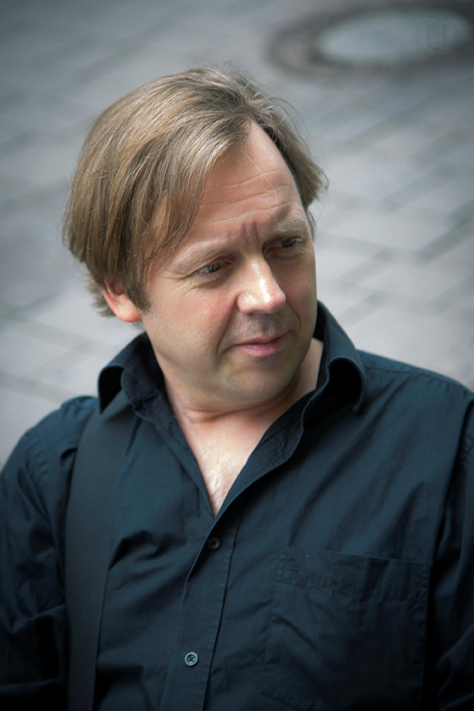
Wolfgang Vielsack

Wolfgang Vielsack (* 24. Februar 1964 in Ersingen, Baden-Württemberg) ist ein deutscher Schauspieler, Regisseur und Autor. Er ist Mitbegründer des kuenstlerhaus43, bei dem er die künstlerische Leitung innehat. In dieser Funktion initiierte er 2014 und organisiert seitdem die Sommerfestspiele Wiesbaden.

## Leben
Wolfgang Vielsack wurde 1964 als fünftes Kind einer Metzgerfamilie im Dorf Ersingen in Baden-Württemberg geboren. Nach einer Reihe verschiedener anderer Tätigkeiten kam er 1990 zum Askalun Theater im nahegelegenen Pforzheim. Dort stand er mit 26 Jahren zum ersten Mal als Schauspieler auf der Bühne. Im Jahr 1992 wurde Vielsack eher zufällig auf die Aufnahmeprüfung der staatlich anerkannten Schauspielschule Theater am Martinstor aufmerksam. Er bestand und es folgte eine 4-jährige Berufsausbildung zum Schauspieler.

### Schauspielerischer Werdegang
Das Improvisationstheater ist der zentrale Fixpunkt von Vielsacks künstlerischem Wirken. Dies spiegelt sich in seinen unterschiedlichen Engagements, u. a. als Clowndoktor, am Landestheater Dinkelsbühl und im Improvisationstheater Subito! in Wiesbaden wider. 2005 gründete Wolfgang Vielsack zusammen mit der Diplom-Medienwirtin Susanne Müller das kuenstlerhaus43, ebenfalls in Wiesbaden. Auch dort ist Improvisation und das Einbeziehen der Zuschauer ein zentrales Element, das sich in den Inszenierungen und angebotenen Workshops wiederfindet. Seit 2014 ist Vielsack Organisator der Sommerfestspiele Wiesbaden. Im Rahmen der Festspiele auf der Burg Sonnenberg war er als Schauspieler, seit 2015 auch als Regisseur tätig.
Zwischen 1999 und 2007 ließ sich Vielsack durch etablierte Künstler fortbilden. So lernte er unter anderem von Jango Edwards, Amy Leverenz, Miki Malör und Christoph Bochdansky.